# Coralie Lassource
Coralie Gladys Lassource (Maisons-Laffitte, 1 de setembro de 1992) é uma handebolista profissional francesa, campeã olímpica.

## Carreira
Ela competiu no Campeonato Mundial Feminino de Handebol de 2015 na Dinamarca. Ela se tornou capitã do Brest Bretagne Handball quando se juntou à equipe em 2019.
Lassource conquistou a medalha de ouro com a Seleção Francesa de Handebol Feminino nos Jogos Olímpicos de Verão de 2020 em Tóquio, após derrotar a equipe do Comitê Olímpico Russo na final por 30–25. Nos Jogos Olímpicos de Verão de 2024, em Paris, conquistou a medalha de prata no torneio feminino do handebol, após confronto na final contra a equipe norueguesa.